# ورق قطني

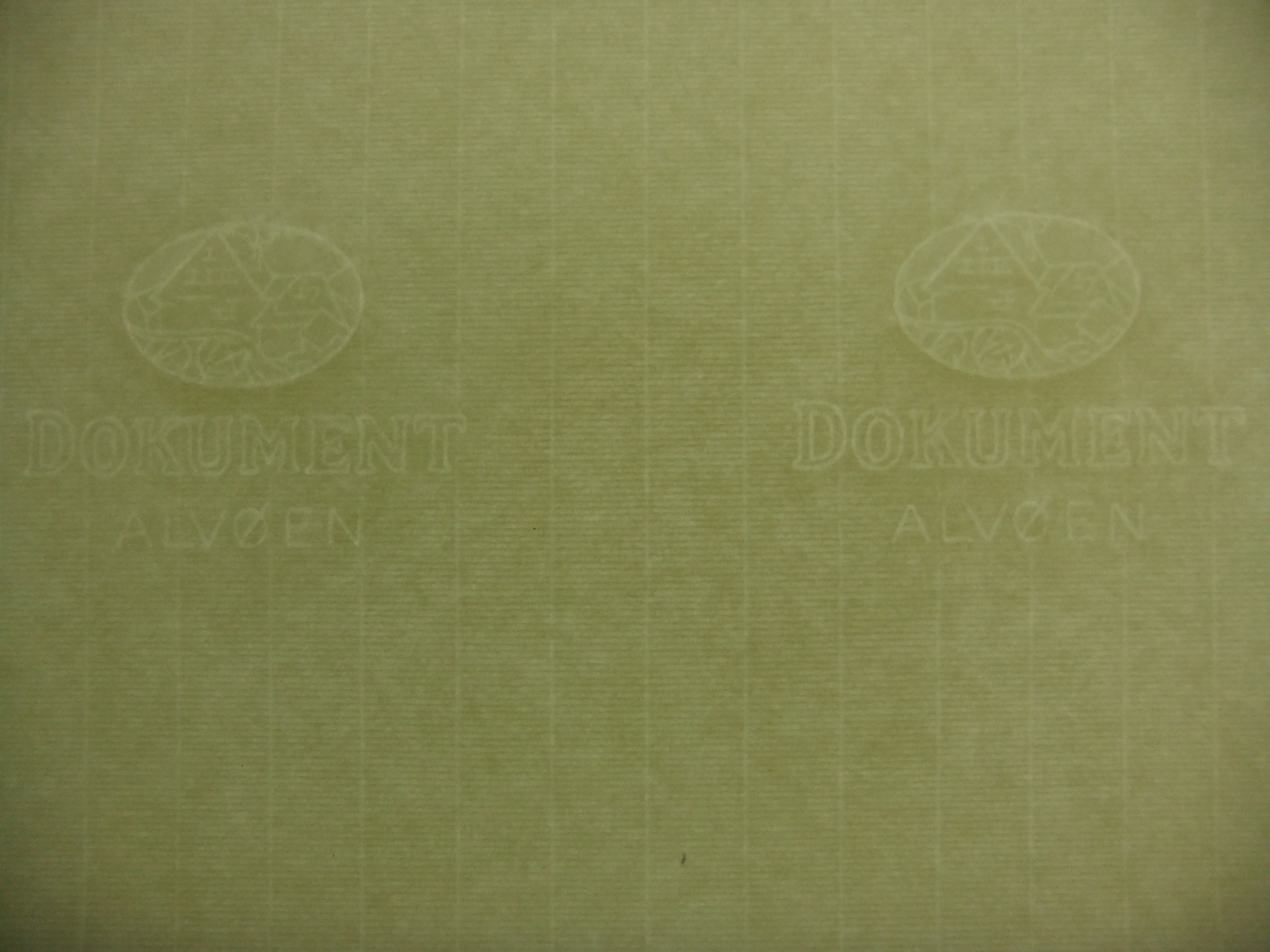

يُصنع الورق القطني من النسالات القطنية أو من القطن المستخرج من الملابس المستعملة (الخرق) باعتباره مصدرًا للمواد الأولية، ومن هنا جاء الاسم ورق خرق. ويتفوق الورق القطني على الورق الخشبي المشتمل على لب الورق من حيث درجة القوة والمتانة، والذي قد يحتوي على تركيزات عالية من الأحماض.

## الخصائص
من المعروف أن الورق المصنوع من ألياف القطن يستمر مئات السنوات دون أن يتعرض لبهتان اللون أو تغيره بطريقة ملحوظة، لذلك غالبًا ما يستخدم في صناعة الأوراق المهمة مثل النُسخ الأرشيفية للرسائل العلمية والأطروحات. وكقاعدة عامة، فإنه لكل نقطة مئوية من ألياف القطن، يمكن أن يتوقع المستخدم لهذا النوع من الورق أن يتميز بصلاحية سنة واحدة من مقاومة تغير اللون مع كثرة الاستخدام (المعالجة التي قد تتعرض لها الورقة). وتحتوي أوراق المستندات القانونية على نسبة 25% من القطن. وسيعمل الورق المصنوع من القطن على إخراج نسخ مطبوعة أفضل من ورق النسخ وذلك نظرًا لقدرته على امتصاص الحبر على نحو أفضل.
وعادةً ما يتم تصنيف الورق القطني من حيث احتوائه على نسب 25% أو 50% أو 100% من القطن. ويمكن التحقق من ذلك عادةً من خلال الإمساك بالورق القطني إلى أعلى وتوجيهه ناحية الضوء والبحث أسفل العلامة المائية عن رقم. فقد يحتوي الورق المصنوع بنسبة 100% من القطن على كميات قليلة من الأحماض، وبالتالي يلزم اختباره والتصديق عليه قبل استخدامه في المستندات الأرشيفية.
ويبلغ متوسط طول الألياف في نسالات القطن ثنائية القطع 1.45 ميكرون، وفي نفس الوقت تتميز بخصائص مماثلة لـ الورق الموجود بـ الخشب اللين.

## الاستخدام
تستخدم الأوراق المصنوعة من القطن في صناعة العملات الورقية الحديثة لبعض الدول. فعادةً ما تصنع العملات الورقية هذه من الأوراق المصنوعة من القطن 100%، غير أنها في الوقت نفسه يمكن أن تصنع بمزيج بنسبة 75% من الكتان أو أقل. علاوةً على ذلك، قد تستخدم بعض المواد الأخرى في هذا الإطار ولا تزال تعرف باسم أوراق العملة.
يمكن العثور على أوراق الصكوك المصنوعة من القطن في معظم المتاجر التي تبيع القرطاسية (أدوات الكتابة من أوراق وقلم) والأدوات المكتبية الأخرى. وعلى الرغم من أن معظم الأوراق المصنوعة من القطن تحتوي على علامة مائية، غير أنه ليس بالضرورة وجود تلك العلامة. وغالبًا ما تُصنع أوراق الرسم ذات الجودة الأعلى من القطن.
ولا يقتصر الأمر على ذلك فحسب، لكن يمكن استخدام هذا الورق على نطاق أوسع في صناعة الطبقة التحتية من لوحة الدوائر المطبوعة عند مزجه مع راتينجات الإيبوكسي، ويتم تصنيفه إلى CEM 1 وCEM 2 وما إلى ذلك.

## معلومات تاريخية
في بادئ الأمر، كان القطن يستخدم ممزوجًا بـ الحرير لصناعة الورق الذي يطلق عليه اسم كارتا بومبيكينا. وفي ثمانينيات القرن التاسع عشر، كانت محاصيل الألياف، مثل ألياف الكتان أو القطن المستخرج من الملابس المستعملة (الأقمشة البالية)، تعمل بمثابة مصدر للمواد الأولية. وبحلول مطلع القرن العشرين، كانت تُصنع معظم الأوراق من لب الخشب، ولكن لا يزال القطن مستخدمًا في صناعة الأوراق الخاصة. وحيث إن الأقمشة البالية المصنوعة من القطن تحتوي على ألياف صناعية، فقد اتجه صانعو الورق إلى استخدام نسالات القطن ثنائية القطع باعتبارها مصادر للمواد الخام لعمل لب الورق المستخدم في صناعة الأوراق القطنية.